# Марсалек, Ян

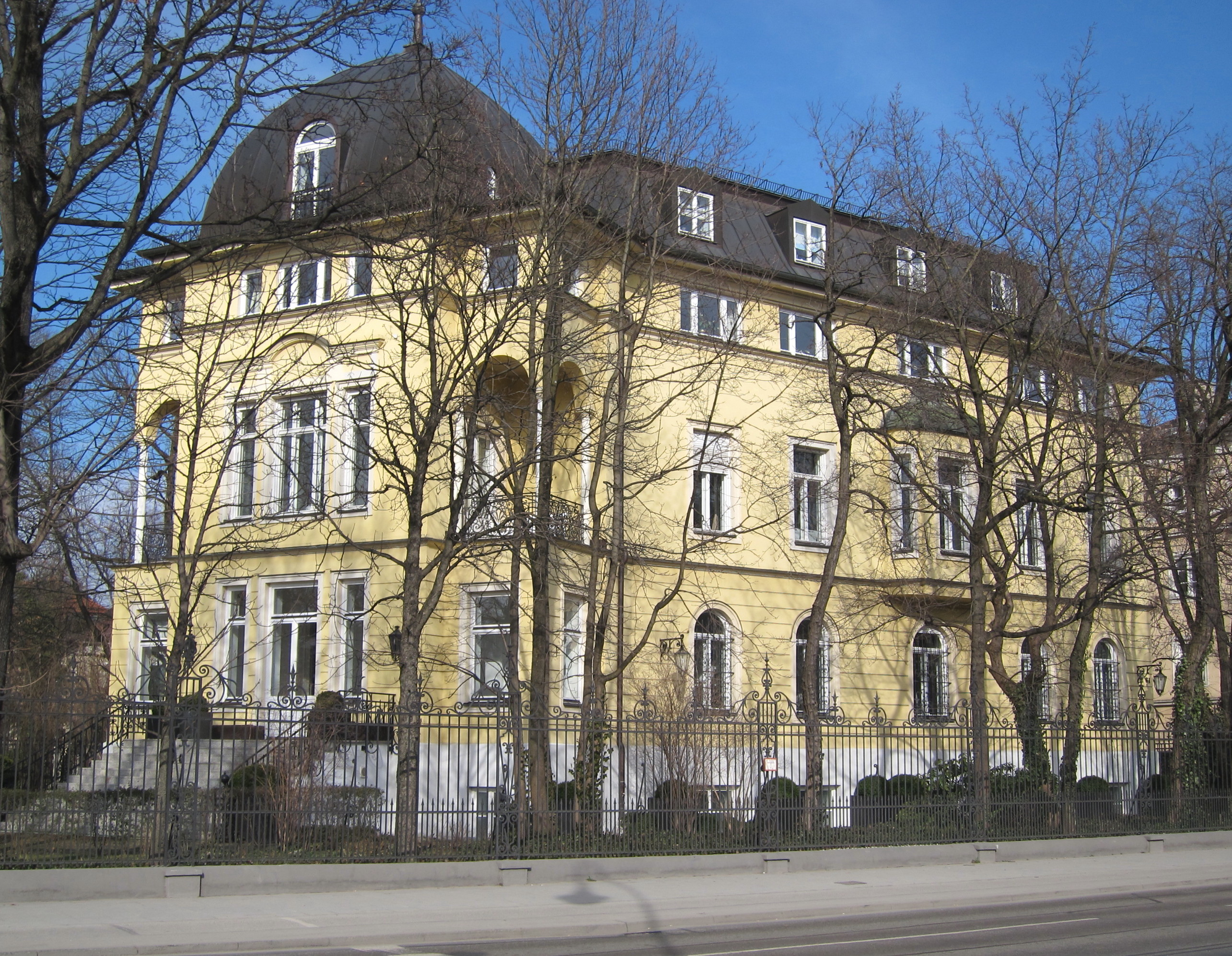
Бывшая резиденция Яна Марсалека в Мюнхене на Принцрегентенштрассе, 61.

Ян Марсалек (нем. Jan Marsalek, чеш. Jan Maršálek, по российскому паспорту Герман Баженов; род. 15 марта 1980, Вена) — австрийский предполагаемый беловоротничковый преступник и бывший менеджер, известный своей должностью члена совета директоров и главного операционного директора немецкой платежной компании Wirecard. Он скрывается от правосудия с июня 2020 года из-за своей роли в скандале Wirecard.

## Биография
Марсалек учился в Австрии, но не сумел окончить школу. В возрасте 19 лет он основал компанию по разработке программного обеспечения для электронной коммерции.
Он начал работать в Wirecard в 2000 году и изначально был принят на работу за свои знания в области WAP-систем. 1 февраля 2010 года он стал главным операционным директором фирмы, а также вошел в совет директоров компании.
Его последним известным местопребыванием до того, как он стал беглецом, был Мюнхен.

## Обвинения
Марсалек считается одним из главных виновников бухгалтерского скандала с Wirecard. The Financial Times сообщила, что Марсалек представляет интерес для ряда европейских правительств из-за его предполагаемых связей с российской разведкой. Расследование Bellingcat, Der Spiegel и The Insider 2020 года показало, что 19 июня 2020 года Марсалек прилетел в Минск через несколько часов после того, как его уволили .
По данным российских СМИ, Марсалек мог быть давним агентом ГРУ, завербованным в конце 1990-х годов через Общество австрийско-российской дружбы. Среди его друзей были полковник ГРУ Андрей Чупрыгин, Станислав Петлинский, бывший сотрудник Администрации президента России, а также Рами аль-Обейди, бывший глава ливийской разведки. Марсалек хвастался поездками в Пальмиру в качестве «гостя российских военных» и помогал наладить присутствие группы Вагнера в Ливии .
В августе 2020 года Интерпол выпустил для Марсалека красное уведомление, которое представляет собой просьбу к правоохранительным органам всего мира найти и арестовать его в ожидании экстрадиции.
В сентябре 2023 года в Великобритании начался судебный процесс по обвинению в шпионаже в пользу России пятерых граждан Болгарии, которые, как заявляется, действовали по указанию Яна Марсалека.
В Германии на Марсалека выписан международный ордер на арест по подозрению в мошенничестве и нарушении законодательства о ценных бумагах

## В России
19 июля 2020 года немецкая газета Handelsblatt сообщила, что Марсалек подозревается в том, что он находится в России, где, как считается, он проживает под надзором ГРУ в особняке под Москвой По данным центра Досье, Марсалек живёт в Москве с паспортом на имя гражданина РФ Германа Баженова, родившегося 17 февраля 1978 года в Мюнхене (ФРГ).
23 декабря 2023 года The Wall Street Journal сообщил что Марсалек сотрудничал и с российской и с западной разведкой на протяжении последних десяти лет, а через его компанию проводились переводы немецким агентам и информаторам. Так, компания Марсалека, предоставляла агентам российской Службы внешней разведки и Главного разведывательного управления кредитные карты, открывала им банковские счета и помогала осуществлять переводы в различные регионы Африки и Ближнего Востока. После гибели Евгения Пригожина, оставаясь в Дубае, по заданию российских властей, Марсалек начал деятельность по перестройке работы ЧВК «Вагнер» в Африке.
В совместном расследовании Thе Insider и Der Spiegel 2024 года отмечалось что российские спецслужбы завербовали Марсалека с помощью модели Натальи Злобиной, а после того, как он бежал в Россию, ему были выданы паспорта на имя Константина Баязова, Александра Шмидта и Виталия Малкина (священника из Владимира).

## Внешние ссылки
- Прокуратура отложила ордер на арест Яна Марсалека из Wirecard
- Розыск Яна Марсалека Федеральным управлением уголовной полиции (Германия)
- Документальный фильм о мошенничестве с Wirecard от Deutsche Welle